# Джон Кули
Джон К. Кули (на английски: John K. Cooley) е американски журналист и автор на публикации, свързани с тероризма и с Близкия изток.

## Биография
Роден е на 25 ноември 1927 г. в Ню Йорк, САЩ. Завършва през 1952 г. от Колежа „Дартмут“ след служба в армията в Австрия.
Живял е в Атина, където работи като кореспондент на ABC News. Дълго време пише статии за Крисчън Сайънс Монитор.
Умира от рак на 6 август 2008 г. в Атина.

## Произведения
- Baal, Christ, and Mohammed: Religion and revolution in North Africa (1965)
- Green March Black September: The Story of the Palestinian Arabs (1973)
- Libyan Sandstorm: The Complete Account of Qaddafi's Revolution (1982)
- Payback: America's Long War in the Middle East (1991)
- Unholy Wars: Afghanistan, America and International Terrorism (1999)
- CIA et Jihad, 1950-2001: Contre l'URSS, une disastreuse alliance (2002) – с Едуард Саид
- An Alliance against Babylon: The U.S., Israel and Iraq (2005)
- How Hate Replaced Hope (2001)
- Other unheeded warnings before 9/11? (2002)